# Carlos Sander
Carlos Sánder Álvarez (Talca, 1918 – Santiago, 1966) fue un escritor, periodista y diplomático chileno.

## Carrera
Trabajó en diferentes periódicos y desempeñó en algunos de ellos cargos de relevancia, como secretario de redacción en La Nación y director en El Mercurio de Antofagasta. Fue miembro de varias Academias. 
Vivió mucho tiempo en España como Cónsul de Chile, donde surgió su idea de construir los molinos del Quijote en diversos lugares del mundo e imaginó la creación de la Ruta del Quijote. Fue uno de los artífices de la reconstrucción de los molinos de viento de Campo de Criptana.

### Sus obras
Dentro de sus obras están los poemarios Luz en el espacio (1949), Brújula de sombras (1952), Tiempo de hombre (1957) y Litoral de la amada (1957), así como los libros Entre la pampa y el mar (1963) y En busca del Quijote (1967). 
De Tiempo de hombre afirma Juan Antonio Villacañas: "la función del verso en el poema tiende más a desnudar que a vestir, a descubrir que a cubrir. Y esto es, en efecto, lo que encuentro en la obra de Carlos Sander: la maravilla de ir limpiando verso a verso el camino que nos hace llegar hasta la presencia de la verdadera poesía".